# Собор Экса
Собор Святого Спасителя (фр. Cathédrale Saint-Sauveur) — кафедральный собор архиепархии Экс-ан-Прованса, расположен в городе Экс-ан-Прованс на университетской площади. Собор Экса — один из трёх храмов архиепархии, удостоенный почётного статуса «малой базилики».
Построен на месте бывшего римского форума, согласно преданию, на месте бывшего языческого храма, посвящённого Аполлону. В архитектуре соединены черты романского и готического стиля. Храм возведён в XII веке, впоследствии неоднократно перестраивался. От более древней постройки, располагавшейся на месте современного собора, сохранились только фрагменты баптистерия. Собор составляет единый комплекс со зданиями для каноников и клуатром (все XII—XIII век). Колокольня возведена в XV веке.

## История

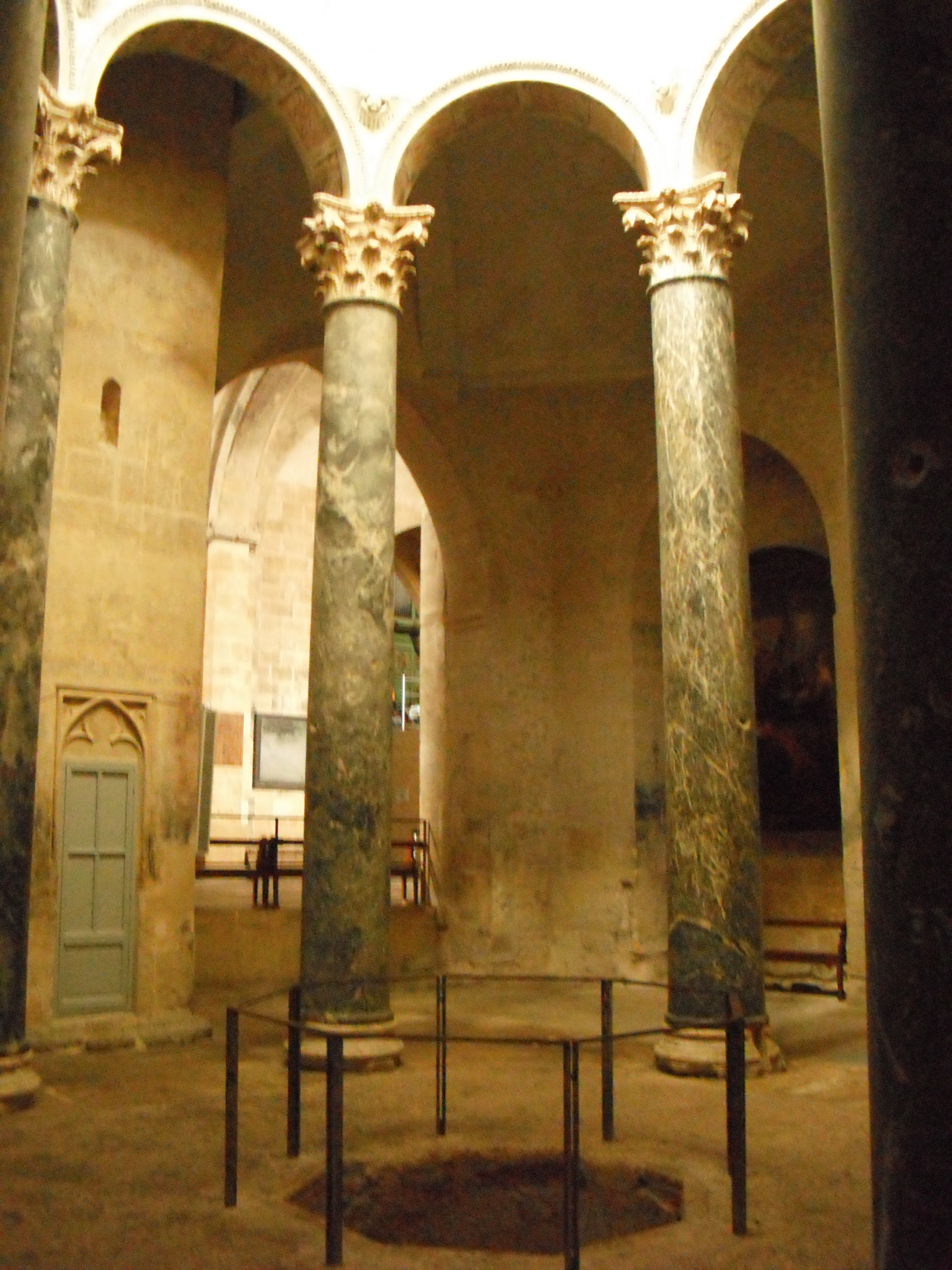
Баптистерий

Согласно христианскому преданию первую часовню, посвящённую Спасителю, возвёл на месте языческого храма Максимин из Прованса, сопровождавший в Галлию Марию Магдалину. В VI веке при епископе Базиле на месте этой часовни был построен первый собор. Он был уничтожен во время мусульманского вторжения в Галлию в VIII веке. От него частично сохранился лишь баптистерий VI века, позднее реконструированный и включённый в новый собор.
В начале XII века началось возведение нового собора. Главный неф, посвящённый Деве Марии и неф Святого Максимина, располагавшийся между главным нефом и баптистерием были выполнены в типичном романском стиле и завершены в XII веке. В начале XIII века Экс стал столицей Прованса. Растущее значение города сопровождалось расширением и перестройками собора. В конце XIII — начале XIV века создан готический трансепт. Перестройки этого периода придали собору в целом готический облик. В 1383 году в собор были перенесены мощи святого Митрия.
Работы в соборе были на долгое время прерваны из-за эпидемий чумы и Столетней войны и возобновлены в 1472 году. Сооружение фасада заняло весь конец XV века, а последние статуи водружены на своё место в 1513 году, который и считается датой завершения строительства.

## Архитектура и интерьер

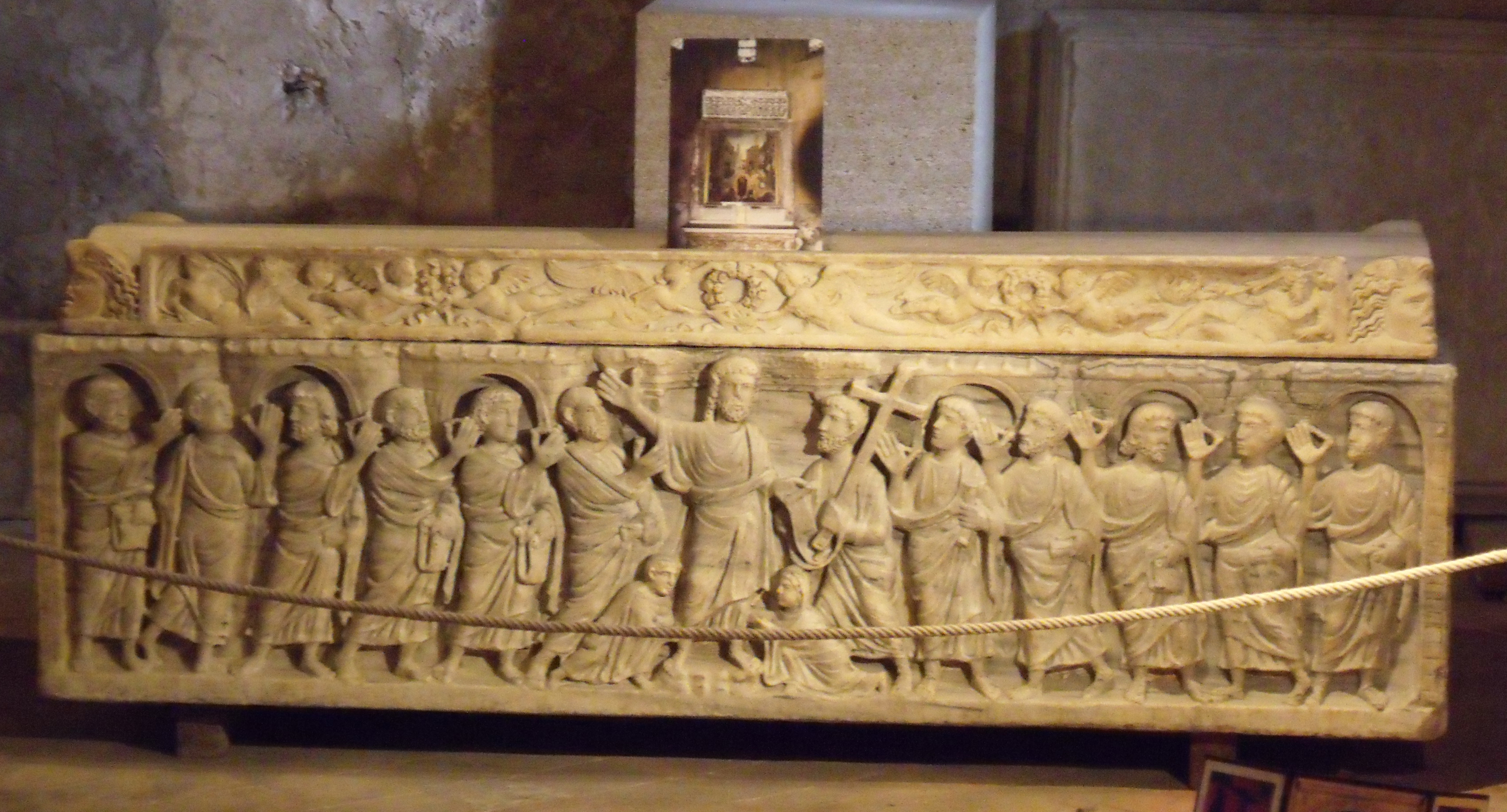
Саркофаг св. Митрия

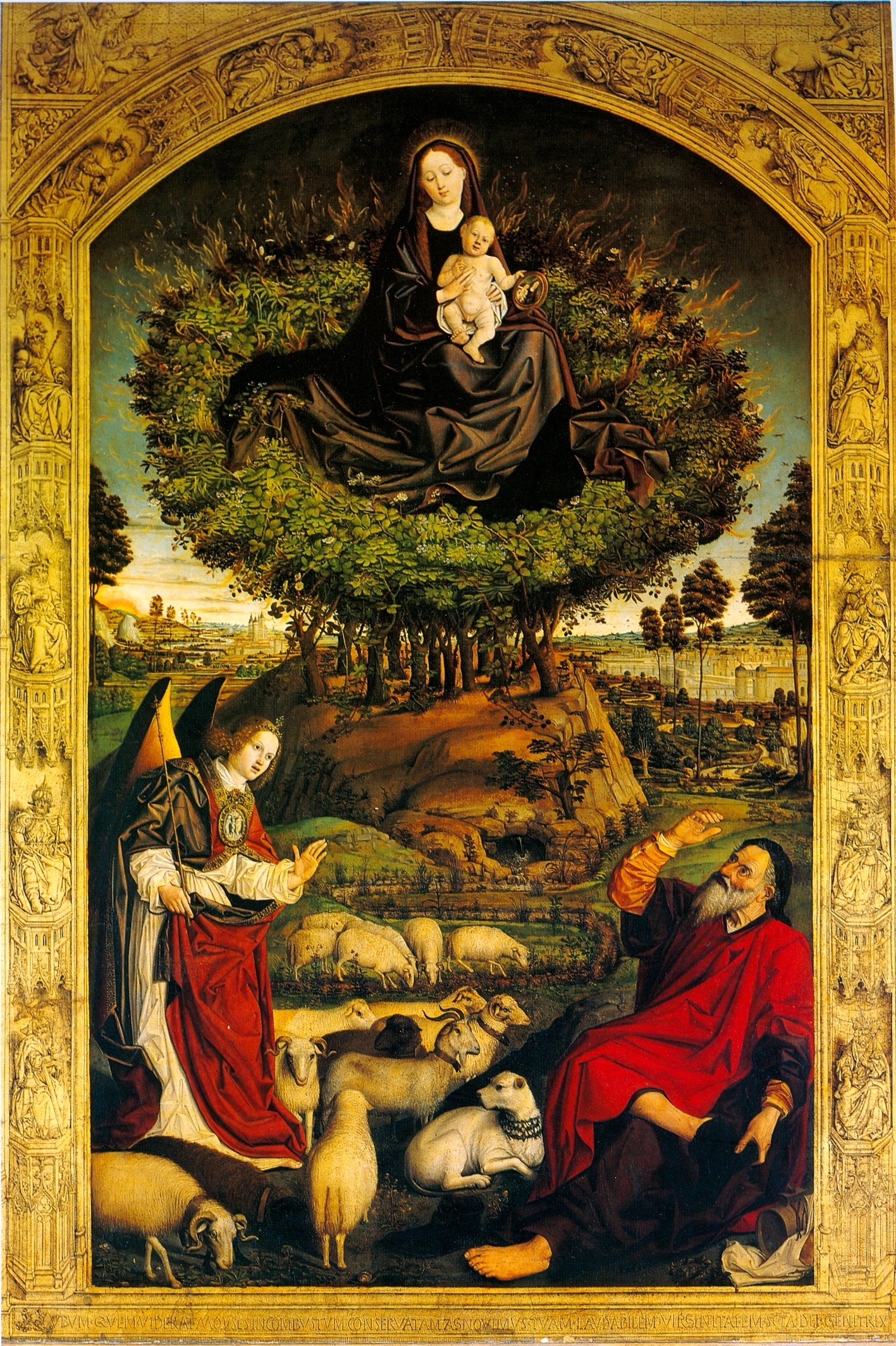
Неопалимая купина. Николя Фроман

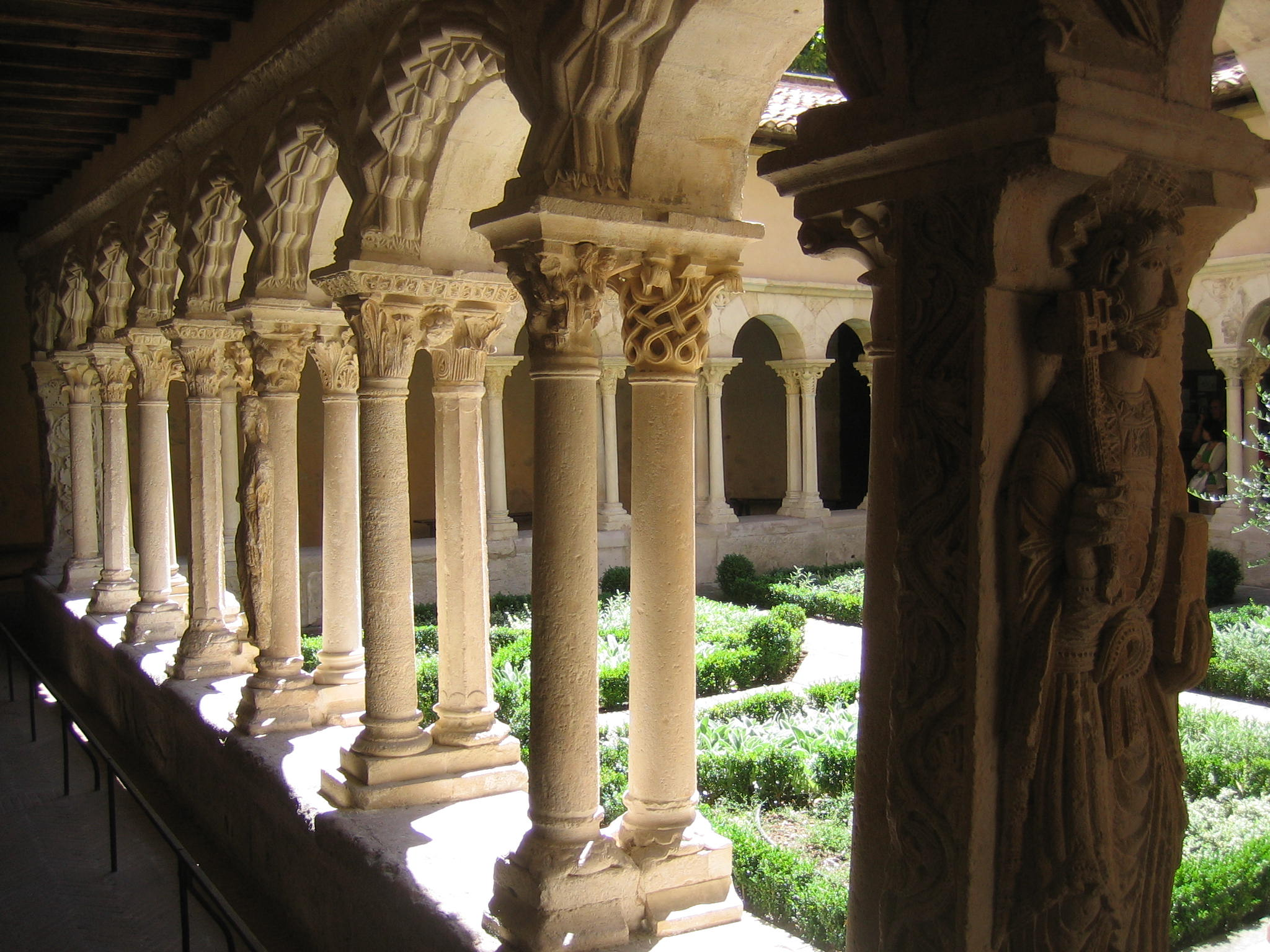
Клуатр и барельеф св. Петра

Собор имеет 70 метров в длину, 46 в ширину, высота нефа 20 метров.
В интерьере собора выделяется триптих «Неопалимая Купина» XV века, авторства Николя Фромана. Триптих был перенесён в собор из кармелитского монастыря, уничтоженного во время революции. На центральной части триптиха изображена Богоматерь с младенцем в пламени горящего куста, Моисей и ангел. Боковые створки триптиха изображают герцога Рене, правителя Прованса и донатора работы и его жену Жанну де Лаваль. Кроме триптиха Фромана, в интерьере собора присутствуют и другие старинные картины XVII—XVIII веков. Ещё одним объектом XV века, также перенесённым в собор из кармелитского монастыря, является алтарь Эгоси (Aygosi). Алтарь содержит надпись о даровании его дворянином Урбеном Эгоси монастырской часовне святой Анны в 1470 году.
Саркофаг с мощами святого Митрия находится в капелле Косьмы и Дамиана, которая представляет собой нартекс перед входом в баптистерий.
Романский фасад XII века перед нефом Девы Марии был разрушен в XV веке. Возведение нового, готического фасада началось в 1472 году и продолжалось около 30 лет. В этот же период построена и колокольня. Над фасадом установлена скульптура архангела Михаила, побеждающего дракона (1507 год, скульптор Жан Помье). Изначально фасад был украшен статями 12 апостолов и шестью другими статуями в тимпане, но они были уничтожены в период французской революции.
Баптистерий был построен в начале VI века, приблизительно в то же время, что и баптистерии соборов Фрежюса и Рьеза. От первоначального баптистерия сохранился только пол и нижняя часть — остальное более поздняя реконструкция. Колонны баптистерия, вероятно, были взяты из развалин древнеримского храма.

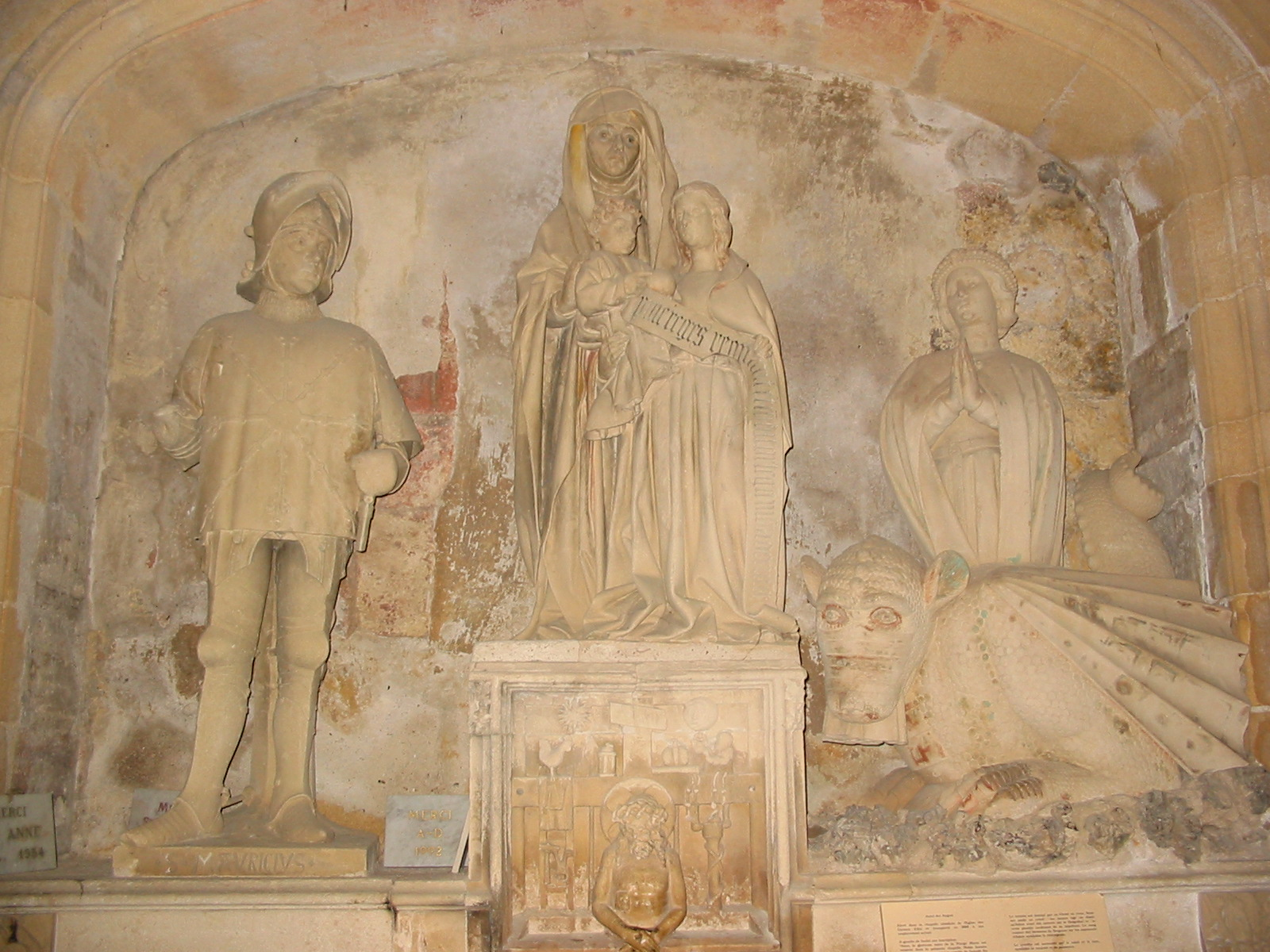
Алтарь Эгоси

Клуатр собора и здания для проживания каноников были построены, в основе в XII веке. Община каноников, составлявших кафедральный капитул, помогала епископу вести дела епархии и в XII века вела жизнь, близкую к монашеской. Клуатр располагается на месте старой площади римского периода. Четыре колонны по углам клуатра украшены резьбой с изображениями символов четырёх евангелистов — ангел, лев, телец и орёл.
Капители колонн на западе и севере клуатра украшены изображениями сцен из Нового и Ветхого Завета, на одной из колонн находится барельеф Святого Петра. Мраморная плита в западной галерее возможно находится над могилой епископа Экса Базиля (500 год), строителя первого собора.